# Lekkoatletyka na Letnich Igrzyskach Olimpijskich 2024 – bieg na 1500 m kobiet
Bieg na 1500 metrów kobiet był jedną z konkurencji lekkoatletycznych rozgrywanych podczas igrzysk olimpijskich w Paryżu.
Wystartowało 44 zawodniczek z 24 krajów.

## Terminarz
| Data                      | Godzina |           |
| ------------------------- | ------- | --------- |
| Wtorek, 6 sierpnia 2024   | 10:05   | Runda 1   |
| Środa, 7 sierpnia 2024    | 12:45   | Repasaże  |
| Czwartek, 8 sierpnia 2024 | 19:35   | Półfinały |
| Sobota, 10 sierpnia 2024  | 20:15   | Finał     |

## Rekordy
|                   | Zawodniczka    | Wynik     | Miejsce | Data            |
| ----------------- | -------------- | --------- | ------- | --------------- |
| Rekord świata     | Faith Kipyegon | 3:49,04 s | Paryż   | 7 lipca 2024    |
| Rekord olimpijski | Faith Kipyegon | 3:53,11   | Tokio   | 6 sierpnia 2021 |

## Runda 1
Rozegrano 3 biegi eliminacyjne. Do półfinału awansowało 6 pierwszych zawodniczek z każdego biegu. Pozostałe miały możliwość brania udziału w repasażach (z wyjątkiem DQ, DNF, DNS).
Źródło: olympics.com.

### Bieg 1
| Poz. | Zawodniczka          | Reprezentacja     | Czas           | Uwagi |
| ---- | -------------------- | ----------------- | -------------- | ----- |
| 1.   | Gudaf Tsegay         | Etiopia           | 3:58,84        | Q     |
| 2.   | Laura Muir           | Wielka Brytania   | 3:58,91        | Q     |
| 3.   | Susan Ejore          | Kenia             | 3:59,01        | Q     |
| 4.   | Georgia Griffith     | Australia         | 3:59,22 (,217) | Q     |
| 5.   | Agathe Guillemot     | Francja           | 3:59,22 (,220) | Q     |
| 6.   | Emily Mackay         | Stany Zjednoczone | 3:59,63        | Q     |
| 7.   | Sophie O'Sullivan    | Irlandia          | 4:00,23        | PB    |
| 8.   | Sintayehu Vissa      | Włochy            | 4:00,69        | PB    |
| 9.   | Agueda Marques       | Hiszpania         | 4:01,60        | PB    |
| 10.  | Lucia Stafford       | Kanada            | 4:02,22        | PB    |
| 11.  | Nozomi Tanaka        | Japonia           | 4:04,28        | q     |
| 12.  | Vera Hoffmann        | Luksemburg        | 4:07,64        |       |
| 13.  | Adelle Tracey        | Jamajka           | 4:09,33        | SB    |
| 14.  | Aleksandra Płocińska | Polska            | 4:10,12        |       |
| 15.  | Joselyn Brea         | Wenezuela         | 4:13,77        |       |

### Bieg 2
| Poz. | Zawodniczka         | Reprezentacja     | Czas    | Uwagi |
| ---- | ------------------- | ----------------- | ------- | ----- |
| 1.   | Diribe Welteji      | Etiopia           | 3:59,73 | Q     |
| 2.   | Georgia Bell        | Wielka Brytania   | 4:00,29 | Q     |
| 3.   | Nikki Hiltz         | Stany Zjednoczone | 4:00,42 | Q     |
| 4.   | Faith Kipyegon      | Kenia             | 4:00,74 | Q     |
| 5.   | Weronika Lizakowska | Polska            | 4:01,54 | Q     |
| 6.   | Maia Ramsden        | Nowa Zelandia     | 4:02,83 | Q     |
| 7.   | Sarah Healy         | Irlandia          | 4:02,91 |       |
| 8.   | Linden Hall         | Australia         | 4:03,89 |       |
| 9.   | Simone Plourde      | Kanada            | 4:06,59 |       |
| 10.  | Esther Guerrero     | Hiszpania         | 4:06,60 |       |
| 11.  | Nele Wessel         | Niemcy            | 4:08,55 |       |
| 12.  | Sara Lappalainen    | Finlandia         | 4:08,66 |       |
| 13.  | Yume Goto           | Japonia           | 4:09,41 | PB    |
| 14.  | Federica del Buono  | Włochy            | 4:10:14 |       |
| 15.  | María Pía Fernández | Urugwaj           | 4:19,30 |       |

### Bieg 3
| Poz. | Zawodniczka             | Reprezentacja           | Czas    | Uwagi |
| ---- | ----------------------- | ----------------------- | ------- | ----- |
| 1.   | Nelly Chepchirchir      | Kenia                   | 4:02,67 | Q     |
| 2.   | Jessica Hull            | Australia               | 4:02,70 | Q     |
| 3.   | Elle Purrier St. Pierre | Stany Zjednoczone       | 4:03,22 | Q     |
| 4.   | Klaudia Kazimierska     | Polska                  | 4:03,49 | Q     |
| 5.   | Salomé Afonso           | Portugalia              | 4:04,42 | Q     |
| 6.   | Marta Pérez             | Hiszpania               | 4:04,94 | Q     |
| 7.   | Kristiina Mäki          | Czechy                  | 4:06,07 |       |
| 8.   | Revee Walcott-Nolan     | Wielka Brytania         | 4:06,44 |       |
| 9.   | Elise Vanderelst        | Belgia                  | 4:06,95 |       |
| 10.  | Winnie Nanyondo         | Uganda                  | 4:07,06 |       |
| 11.  | Birke Haylom            | Etiopia                 | 4:07,15 |       |
| 12.  | Kate Current            | Kanada                  | 4:09,81 |       |
| 13.  | Ludovica Cavalli        | Włochy                  | 4:11,68 |       |
| 14.  | Farida Abaroge          | Reprezentacja Uchodźców | 4:29,27 | SB    |

## Repasaże
Do półfinału awansowały trzy pierwsze zawodniczki z każdego biegu.
Źródło: olympics.com.

### Bieg 1
| Poz. | Zawodniczka        | Reprezentacja           | Czas    | Uwagi |
| ---- | ------------------ | ----------------------- | ------- | ----- |
| 1.   | Birke Haylom       | Etiopia                 | 4:01,47 | Q     |
| 2.   | Ludovica Cavalli   | Włochy                  | 4:02,46 | Q     |
| 3.   | Esther Guerrero    | Hiszpania               | 4:03,15 | Q     |
| 4.   | Sophie O'Sullivan  | Irlandia                | 4:03,73 |       |
| 5.   | Lucia Stafford     | Kanada                  | 4:04,26 |       |
| 6.   | Joselyn Brea       | Wenezuela               | 4:05,93 |       |
| 7.   | Federica del Buono | Włochy                  | 4:06,00 |       |
| 8.   | Winnie Nanyondo    | Uganda                  | 4:06:35 |       |
| 9.   | Nele Wessel        | Niemcy                  | 4:07,22 |       |
| 10.  | Kate Current       | Kanada                  | 4:08,91 |       |
| 11.  | Yume Goto          | Japonia                 | 4:10,40 |       |
| 12.  | Farida Abaroge     | Reprezentacja Uchodźców | 4:30,53 |       |
| -    | Sara Lappalainen   | Finlandia               | DNS     |       |

### Bieg 2
| Poz. | Zawodniczka          | Reprezentacja   | Czas    | Uwagi |
| ---- | -------------------- | --------------- | ------- | ----- |
| 1.   | Sintayehu Vissa      | Włochy          | 4:06,71 | Q     |
| 2.   | Revee Walcott-Nolan  | Wielka Brytania | 4:06,73 | Q     |
| 3.   | Agueda Marques       | Hiszpania       | 4:07,05 | Q     |
| 4.   | Sarah Healy          | Irlandia        | 4:07,60 |       |
| 5.   | Kristiina Mäki       | Czechy          | 4:07,80 |       |
| 6.   | Simone Plourde       | Kanada          | 4:08,49 |       |
| 7.   | Elise Vanderelst     | Belgia          | 4:08,86 |       |
| 8.   | Linden Hall          | Australia       | 4:09,05 |       |
| 9.   | Aleksandra Płocińska | Polska          | 4:09,47 |       |
| 10.  | Vera Hoffmann        | Luksemburg      | 4:11,28 |       |
| 11.  | Adelle Tracey        | Jamajka         | 4:14,52 |       |
| 12.  | María Pía Fernández  | Urugwaj         | 4:16,46 |       |

## Półfinały
Do finału awansowało sześć pierwszych zawodniczek z każdego półfinału.
Źródło: olympics.com.

### Bieg 1
| Poz. | Zawodniczka             | Reprezentacja     | Czas    | Uwagi |
| ---- | ----------------------- | ----------------- | ------- | ----- |
| 1.   | Faith Kipyegon          | Kenia             | 3:58,64 | Q     |
| 2.   | Georgia Bell            | Wielka Brytania   | 3:59,49 | Q     |
| 3.   | Elle Purrier St. Pierre | Stany Zjednoczone | 3:59,74 | Q     |
| 4.   | Laura Muir              | Wielka Brytania   | 3:59,83 | Q     |
| 5.   | Klaudia Kazimierska     | Polska            | 4:00,21 | Q     |
| 6.   | Agueda Marques          | Hiszpania         | 4:01,90 | Q     |
| 7.   | Esther Guerrero         | Hiszpania         | 4:01,94 |       |
| 8.   | Maia Ramsden            | Nowa Zelandia     | 4:02,20 | NR    |
| 9.   | Georgia Griffith        | Australia         | 4:02,69 |       |
| 10.  | Birke Haylom            | Etiopia           | 4:03,11 |       |
| 11.  | Nelly Chepchirchir      | Kenia             | 4:03,24 |       |
| 12.  | Ludovica Cavalli        | Włochy            | 4:03,59 |       |

### Bieg 2
| Poz. | Zawodniczka         | Reprezentacja     | Czas    | Uwagi |
| ---- | ------------------- | ----------------- | ------- | ----- |
| 1.   | Diribe Welteji      | Etiopia           | 3:55,10 | Q     |
| 2.   | Jessica Hull        | Australia         | 3:55,40 | Q     |
| 3.   | Nikki Hiltz         | Stany Zjednoczone | 3:56,17 | Q     |
| 4.   | Gudaf Tsegay        | Etiopia           | 3:56,41 | Q     |
| 5.   | Susan Ejore         | Kenia             | 3:56,57 | Q     |
| 6.   | Agathe Guillemot    | Francja           | 3:56,69 | Q     |
| 7.   | Weronika Lizakowska | Polska            | 3:57,31 | NR    |
| 8.   | Marta Pérez         | Hiszpania         | 3:57,75 | NR    |
| 9.   | Revee Walcott-Nolan | Wielka Brytania   | 3:58,08 | PB    |
| 10.  | Sintayehu Vissa     | Włochy            | 3:58,11 | NR    |
| 11.  | Nozomi Tanaka       | Japonia           | 3:59,70 | SB    |
| 12.  | Salomé Afonso       | Portugalia        | 3:59,96 | PB    |
| 13.  | Emily Mackay        | Stany Zjednoczone | 4:02,03 |       |

## Finał
Źródło: olympics.com.
| Poz. | Zawodniczka             | Reprezentacja     | Czas    | Uwagi |
| ---- | ----------------------- | ----------------- | ------- | ----- |
| 1.   | Faith Kipyegon          | Kenia             | 3:51,29 | OR    |
| 2.   | Jessica Hull            | Australia         | 3:52,56 |       |
| 3.   | Georgia Bell            | Wielka Brytania   | 3:52,61 | NR    |
| 4.   | Diribe Welteji          | Etiopia           | 3:52,75 | PB    |
| 5.   | Laura Muir              | Wielka Brytania   | 3:53,37 | PB    |
| 6.   | Susan Ejore             | Kenia             | 3:56,07 | PB    |
| 7.   | Nikki Hiltz             | Stany Zjednoczone | 3:56,38 |       |
| 8.   | Elle Purrier St. Pierre | Stany Zjednoczone | 3:57,52 |       |
| 9.   | Agathe Guillemot        | Francja           | 3:59,08 |       |
| 10.  | Klaudia Kazimierska     | Polska            | 4:00,12 | PB    |
| 11.  | Agueda Marques          | Hiszpania         | 4:00,31 | PB    |
| 12.  | Gudaf Tsegay            | Etiopia           | 4:01,27 |       |